# Katharine Sarikakis
Katharine Sarikakis (* 24. Dezember 1970 in Athen) ist eine griechische Kommunikationswissenschaftlerin. Seit 2011 ist sie an der Universität Wien als Universitätsprofessorin für Publizistik- und Kommunikationswissenschaft tätig. Ihre Forschungsschwerpunkte liegen im Bereich Media Governance, Media Organisation und Media Industries.

## Leben
Katharine Sarikakis wurde am 24. Dezember 1970 in Athen geboren. Von 1989 bis 1992 arbeitete sie als Journalistin und Radiomoderatorin in Athen. 1991 erlangte sie ihren Abschluss an der Journalism School der privaten European Educational Organisation (EEO). Von 1992 bis 1995 studierte sie Kommunikationswissenschaften und Politik an der University of Wolverhampton in England. An der Freien Universität Berlin in Deutschland absolvierte sie 1997 ihren Master im Fach der Kommunikationswissenschaften. 2001 erlangte sie an der Glasgow Caledonian University in Schottland ihren Doktor in Philosophie. Katharine Sarikakis war von 2004 bis 2011 leitende Dozentin im Bereich Kommunikationspolitik an der University of Leeds. Seit 2011 ist sie an der Universität Wien Universitätsprofessorin für Publizistik- und Kommunikationswissenschaft.

## Wissenschaftliche Arbeit
Ihre Forschung konzentriert sich größtenteils auf die Analyse politischer Prozesse sowie die Dimensionen von nationaler und globaler Media Governance. Ein früheres Forschungsgebiet im Bereich der internationalen Kommunikation stellte die Untersuchung der Rolle von Institutionen in inter- und supranationalen politischen Prozessen dar.
Sarikakis ist mit Neil Blain (University of Stirling, UK) Gründungsmitglied und Mitherausgeberin des International Journal of Media and Cultural Politics (MCP).

## Werke und Publikationen
- Katharine Sarikakis, Paula Chakravartty: Media Policy and Globalization. Palgrave Macmillan, New York 2006.
- Daya Kishan Thussu, Katharine Sarikakis: Ideologies of the Internet. Hampton Press, Cresskill 2006.
- Katharine Sarikakis: British Media in a Global Era. Arnold Publishers, London 2004, ISBN 0-340-80733-4.
- Katharine Sarikakis: Powers in Media Policy. Peter Lang Academic Publishers, Oxford/Bern/Brussels/Frankfurt and Main/New York/Vienna 2004, ISBN 3-03910-146-3.